# عبد القادر القدسي
السيّد عبد القادر أفندي بن تقي الدين بن محمد القدسي الحلبي (1830 - 1892) مسؤول حكومي وكاتب سوري عثماني. ولد في حلب لعائلة معروفة هاشمية ونشأ بها. تلقى العربية والفقه على علماءها، كما أتقن اللغتين التركية العثمانية والفارسية. تقلب في خدمة الدولة العثمانية منذ 1855 حتى أحرز المراتب والمناصب العالية وكان آخرها كاتبًا ثانيًا في البلاط الهمايوني في 1877. انتخب نائبًا عن مدينة حلب في مجلس المبعوثان. له نظم ونثر بالعربية والتركية العثمانية. وقد اهتم بالصوفية واختص بمحمد أبي الهدى الصيادي، وهو الذي عرفه على السلطان عبد الحميد الثاني قبل أن يتولى السلطنة والذي قربه منه. توفي في إسطنبول عن 62 عامًا.

## سيرته
هو عبد القادر بن تقي الدين بن محمد القدسي الحلبي. ولد سنة 1246 هـ/ 1830 م في حلب عاصمة إيالة حلب العثمانية، ونشأ بها برعاية والده الذي كان نقيب أشراف فيها، وجده مفتيها. تلقى علومه العربية والدينية على علماء عصره، وأتقن التركية العثمانية، والفارسية. 

عيّن رئيسا لمحاسبة الواردات مع ويس باشا في إيالة حلب. ولما جاء الوالي سليمان باشا إلى حلب سنة 1855 أخذه معه إلى إزمير وجعله رئيسا لديوانه الخاص. وفي سنة 1860 صار مديرًا لأوقاف حلب ، ثم توجه إلى الآستانة سنة 1866 بناء على أمر ناظر المالية محمد رشدي باشا الشرواني وعين رئيسًا لقلم المحاسبة في نظارة المالية. وفي سنة 1868 عين رئيسًا لديوان تحريرات بورصة. وفي سنة 1870 توجه ثانية إلى الآستانة، وعاد منها بعد مدة إلى حلب بعد أن تحولت إلى ولاية وعيّن رئيسًا لتحريرات ديوان الولاية ورئيسًا للبلدية معًا، وبعده عين قائم مقام لعينتاب وبره جيك. وفي سنة 1875 حضر لحلب وانتخب نائبًا عن حلب في مجلس المبعوثين، لكنه استقال. ثم توجه إلى الآستانة وانتخب وهو موجود هناك سنة 1876 نائبًا لمجلس المبعوثين، فقبل ذلك وعندما أقفل السلطان عبد الحميد الثاني المجلس عيّن كاتبًا خامسًا في البلاط الملكي، وبعد أشهر حول إلى متصرفية حوران. ثم حول منها وعاد إلى الآستانة وعين مفتشًا للعدلية في ولاية طرابزون، ثم حول منها سنة 1877 إلى متصرفية كليبولي في أدرنة، وبعد أشهر قلائل عين كاتبًا ثانيًا في البلاط الملكي الهمايوني، وبقي في وظيفته حتى تاريخ وفاته. 

توفي عبد القادر القدسي سنة 1309 هـ/ 1892 في أسطنبول، ودفن في بشك طاش في درگاه يحيى أفندي. 

## أدبه
اهتم بالأدب الإسلامي وله نظم ونثر بالعربية والتركية العثمانية. ترجم عدة كتاب صوفية رفاعية، منها «البرهان المؤيد» من العربية إلى التركية، ورسالة «رحيق الكوثر»، و«المجالس الأحمدية». نظم حلية شريفة في التركية. جاء في معجم البابطين عن شاعريته «يدور ما أتيح من شعره حول مدح مشايخ الطرق الصوفية مازجًا ذلك بالتوسل وطلب الشفاعة، وكتب في مديح النبي (ص) وآله، كما كتب التخميس الشعري ولاسيما ما كان منه في تخميس قصيدة حسن البزاز الموصلي. تتسم لغته بالطواعية مع ميله إلى المباشرة، وخياله قريب. يميل إلى التنويع في أشطاره وقوافيه.» 

## آثاره
من مؤلفاته بالتركية العثمانية:
- كتاب البرهان المؤيد
- رحيق الكوثر
- مجالس الأحمدية، ترجمة
- نظم حلية النبي